# IC 5298
IC 5298 ist eine aktive Galaxie mit hoher Sternentstehungsrate vom Hubble-Typ S? im Sternbild Pegasus am Nordsternhimmel. Sie ist schätzungsweise 376 Millionen Lichtjahre von der Milchstraße entfernt und hat einen Durchmesser von etwa 75.000 Lj. 

Im selben Himmelsareal befinden sich u. a. die Galaxien NGC 7548, IC 5293, IC 5295, IC 5296.
Das Objekt wurde am 23. November 1899 von Stéphane Javelle entdeckt.